# 인생은 항구다
인생은 항구다는 MBC 에브리원에서 2014년 11월 25일부터 2015년 2월 10일까지 편성된 시사 및 교양 프로그램이다. 현재는 MBC 드라마넷과 MBC 에브리원에서 새벽 4시 30분에 재방송 편성중이며 소재는 바다를 배경으로 사용한다.